# Gwendal Lemercier
Pour les articles homonymes, voir Lemercier.
Gwendal Lemercier, né le 4 mars 1977 dans les Côtes-du-Nord (actuellement Côtes d'Armor), est un illustrateur et un auteur de bande dessinée français.

## Œuvre

### Albums de bande dessinée
- La Nuit, scénario de Gwendal Lemercier, dessins de Mike, AK Éditions, 2003  (ISBN 978-2-9518645-0-4)
- Les Arcanes d'Alya, scénario de François Debois, dessins de Gwendal Lemercier, Soleil Productions, collection Soleil Celtic
  1. La Chasseresse écarlate, 2007  (ISBN 978-2-84946-797-8)
  2. Âmes sœurs, 2008  (ISBN 978-2-302-00068-1)
- Brest en bulles, scénario collectif adapoté de Jacques Prévert, dessins de Lilyan Le Bars, Briac, Gwendal Lemercier, Batist, Josselin Paris, Nicolas Cado, Gildas Java, Nanor et Grinette, Éditions Le Télégramme, 2010  (ISBN 978-2-84833-241-3)
- Les Contes de l'Ankou, Soleil Productions, collection Soleil Celtic
  1. Hantise, scénario de Jean-Luc Istin et Ronan Le Breton, dessins de Gwendal Lemercier, Franck Poua et Guillaume Sorel, 2003  (ISBN 2-84565-651-3)
  2. Qui est mon père ?, scénario de Jean-Luc Istin, François Debois, Éric Liberge et Ronan Le Breton, dessins de Gwendal Lemercier, Éric Liberge, Guillaume Sorel et Bruno Tatti, 2005
  3. Au Royaume des Morts…, scénario de Jean-Luc Istin et Fabuel, dessins de Gwendal Lemercier, Jacques Lamontagne, Olivier Ledroit et Laurent Paturaud, 2007  (ISBN 978-2-84946-798-5)
- Contes des Hautes Terres, Delcourt, collection Terres de Légendes
  1.  La Sixième Couronne, scénario de Mathieu Gallié, dessins de Gwendal Lemercier et Guillaume Sorel, 2006  (ISBN 2-84789-220-6)
- Le Crépuscule des dieux, Soleil Productions, collection Soleil Celtic
  1.  La Malédiction de l'Anneau, scénario de Jean-Luc Istin, 2009  (ISBN 978-2-302-00657-7)
- Dragons, scénario de Thierry Jigourel, dessins de Gwendal Lemercier, Soleil Productions, collection Soleil Celtic, 2007  (ISBN 2-84946-605-0)
- Durandal, scénario de Nicolas Jarry, dessins de Gwendal Lemercier, Soleil Productions, collection Soleil Celtic,
  1. La Marche de Bretagne (Paryie I), 2010  (ISBN 978-2-302-01086-4)
  2. La Marche de Bretagne (Partie II), 2010  (ISBN 978-2-302-01455-8)
  3. La Marche de Bretagne (Partie III), 2011  (ISBN 978-2-302-01636-1)
  4. La Marche de Bretagne (Partie IV), 2012  (ISBN 978-2-302-02263-8)
- Ils ont fait l'Histoire, scénario de Clotilde Bruneau, Geneviève Bührer-Thierry et Vincent Delmas, dessins de Gwendal Lemercier, Glénat / Fayard
- Charlemagne, 2014  (ISBN 978-2-7234-9556-1)
- Oracle, scénario de Nicolas Jarry, dessins de Gwendal Lemercier, Soleil Productions
- Le Petit Roi, 2014,  (ISBN 978-2-302-04211-7)
- Elfes, scénario d'Éric Corbeyran, dessins de Gwendal Lemercier, Soleil Productions
  1.  Le Siège de Candala, 2015  (ISBN 978-2-302-04344-2)
- Alias Nemo, scénario de Nicolas Hervoche, Original Watts
  1. Prince Dakkar, 2019

### Albums d'illustrations
- Créatures de fer, dessins de Gwendal Lemercier, A-r-t-B-o-o-k[] Éditions, 2010
- Alchimie, dessins de Gwendal Lemercier, AK Éditions, 2003  (ISBN 2-9518645-3-1)
- Crayonnés, dessins de Gwendal Lemercier, Colexia, collection A-r-t-b-o-o-k, 2008